# Pandi, Bulacan
Plaridel là một đô thị hạng 1 ở tỉnh Bulacan, Philippines. Theo điều tra dân số năm 20007, đô thị này có dân số 99.817 người trong 16.596 hộ.

## Các đơn vị hành chính
Plaridel được chia thành 19 barangay.
| - Agnaya - Bagong Silang - Banga I - Banga II - Bintog - Bulihan - Culianin - Dampol - Lagundi - Lalangan | - Lumang Bayan - Parulan - Poblacion - Rueda - San Jose - Santa Ines - Santo Niño - Sipat - Tabang |